# Julius Barasch (Journalist)
Julius Barasch (* 25. Mai 1898 in Hamburg; † 23. Oktober 1943 im KZ Auschwitz) war ein deutscher Journalist.

## Leben

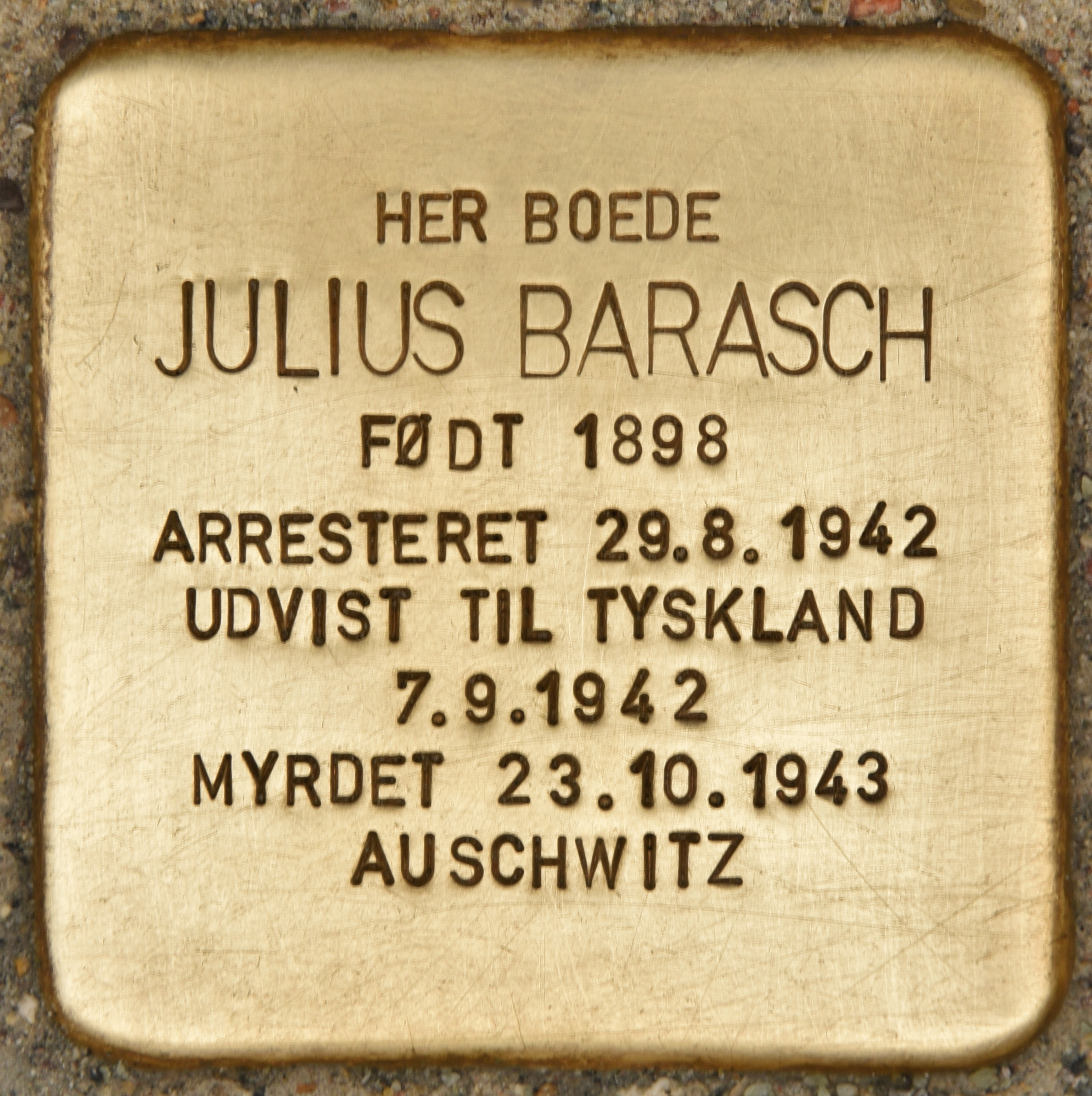
Stolperstein für Julius Barasch in Kopenhagen

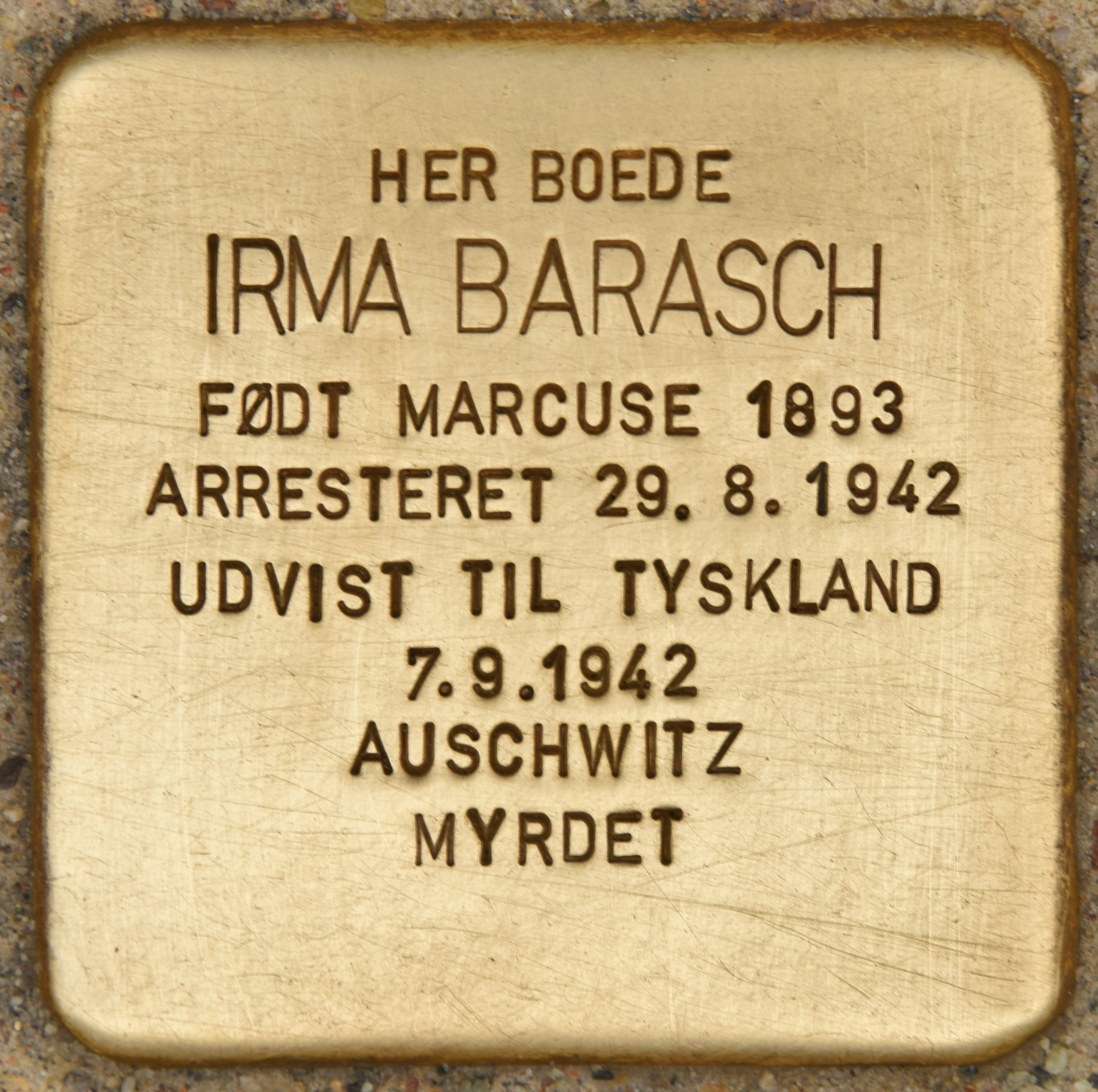
Stolperstein für Irma Barasch in Kopenhagen

Die Familie von Julius Barasch stammte ursprünglich aus Rendsburg, das bis 1864 zu Dänemark gehörte. Seine Eltern waren der in Rendsburg geborene Kaufmann Simon Barasch (1865–1926) und dessen in Hamburg geborene Frau Clara, geb. Simon (1870–1962). Julius Barasch hatte eine Schwester Paula (1896–1959), die seit dem 25. Januar 1924 mit dem Kaufmann Osias (Oskar) Rosenstrauss (1893–1950) verheiratet war. Beide hatten einen Sohn Alfons Martin Rosenstrauss (1925–2012) und eine Tochter Margot Rosenstrauss (1929–1980). Etwa im Jahre 1905 zog die Familie Barasch von Hamburg nach Berlin-Charlottenburg, wo sie erstmals in der Adressbuch-Ausgabe für 1906 in der Wielandstraße 34 zu finden ist. Simon Barasch stieg als Mitinhaber in die Schürzenfabrikation eines Siegfried Schlesinger ein, später wechselte er als Vertreter in die Schürzenfabriken A.-G. in Berlin SO. 16. Am 20. März 1926 verstarb Simon Barasch im 62. Lebensjahr, und er wurde am 23. März auf dem Jüdischen Friedhof Berlin-Weißensee beerdigt.

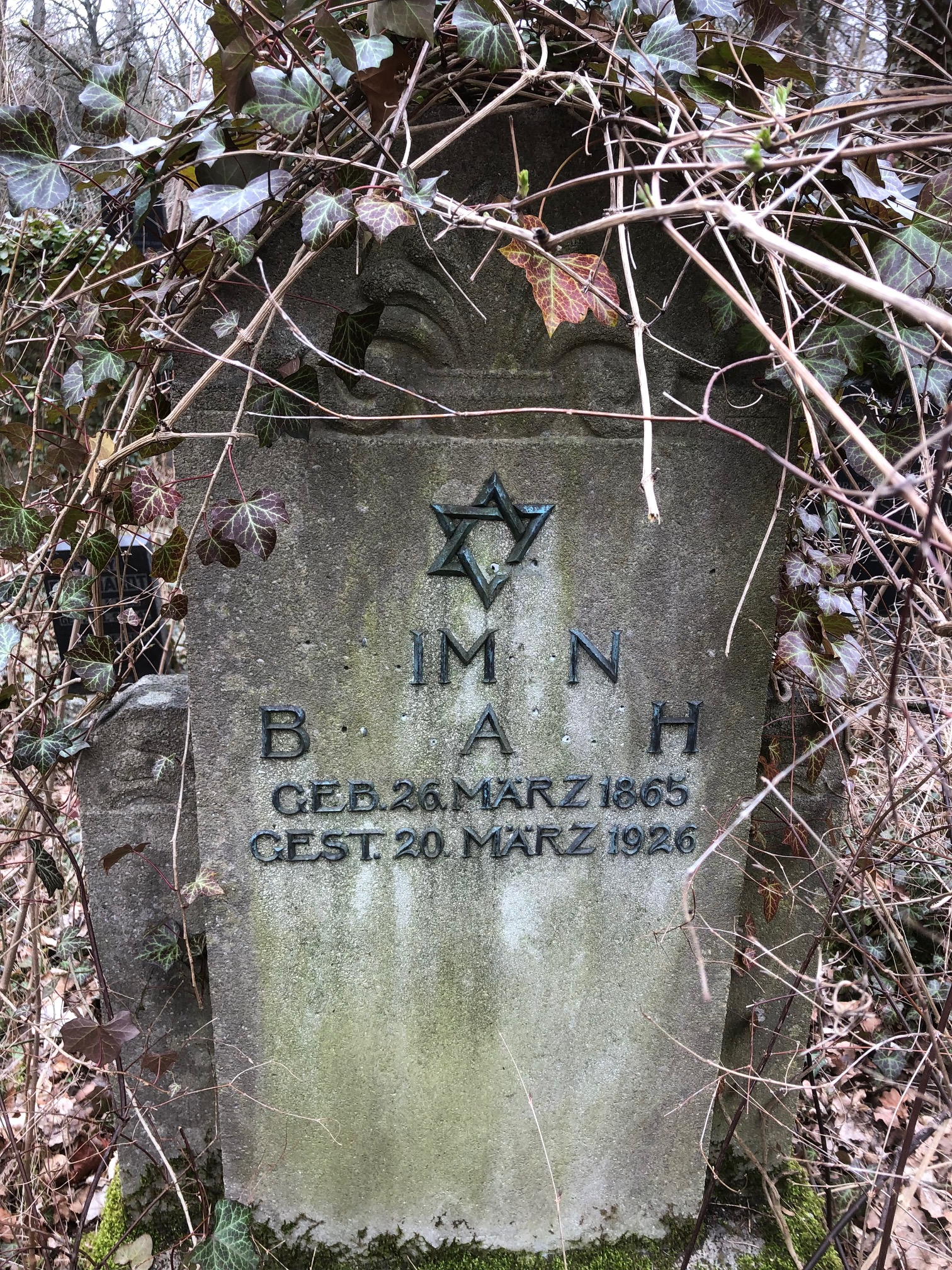
Grabstein von Simon Barasch auf dem Jüdischen Friedhof Weißensee, Feld Q4, Reihe 10; Zustand März 2022

Julius Barasch studierte Jura und Volkswirtschaft, schloss jedoch die Studien nicht ab. Im Ersten Weltkrieg diente er im Deutschen Heer. Im Jahr 1923 heiratete er Irma Marcuse, die am 9. Juni 1893 in einer jüdischen Familie in Wriezen geboren worden war.
Nach dem Krieg war er als Journalist beim Berliner Tageblatt angestellt. Dort erscheint er im Juli 1925 für rund 2 Wochen auch im Impressum in Vertretung für den langjährigen Handelsschriftleiter Dr. Adolf Roeder als für die Handelszeitung verantwortlich. Ab 1929 führte er dann ein eigenes Korrespondenz- und Beratungsbüro in Berlin. Im Berliner Adressbuch findet man Julius Barasch ab der Ausgabe für 1925 in der Schöneberger Steinmetzstraße 32.
Während seiner Tätigkeit für das Berliner Tageblatt schrieb er eine Rezension eines antisemitischen Buches von Artur Dinter, einem völkischen Politiker. Julius Barasch wollte beweisen, dass Dinter Zitate gefälscht hatte. Daraufhin kam es zu einem Prozess, bei dem das Berliner Gericht Barraschs Rezension als verleumderisch einstufte und den Herausgeber der Zeitung zu einer Geldstrafe von 1200 Mark und Julius Barasch zu einer Geldstrafe von 500 Mark verurteilte. In der zeitgenössischen Presse wird der Sachverhalt bezüglich der Rezension und dem daraus resultierenden Prozess folgendermaßen dargestellt: Am 9. November 1919 war in der Rubrik Literarische Rundschau der Wochenausgabe des Berliner Tageblatt eine von Julius Barasch auf Geheiß des verantwortlichen Redakteurs Leonhard Birnbaum verfasste Rezension zu Artur Dinters Buch Die Sünde wider das Blut mit dem Titel Antisemitismus als Geschäftsobjekt erschienen. Darin wird das Buch als Pamphlet bezeichnet und Dinter der Verfälschung jüdischer Zitate bezichtigt. Dinter verklagte daraufhin Birnbaum als verantwortlichen Redakteur beim Berliner Schöffengericht. Der Prozess wurde immer wieder vertagt, zog sich über mehrere Jahre hin und stieß auf großes Interesse in der Presse – zumindest im Anfangsjahr 1924. Über den Prozessausgang ist bisher nichts bekannt, und es findet sich auch weder in der Presse noch in den Gerichtsakten etwas dazu.
1933 kam die SA zu Barasch, als er gerade nicht anwesend war. Der Herausgeber des Berliner Tageblatt war zu diesem Zeitpunkt schon verhaftet wurden. Die Baraschs flüchteten nach Frankreich. Nach fünf Monaten gingen sie nach Dänemark, wo sie am 4. Oktober 1933 in Esbjerg ankamen und als Flüchtlinge anerkannt wurden. Baraschs Schwester und Mutter wanderten 1936 nach Sydney aus. Julius Barasch und seine Frau wollten ihnen folgen, doch zwei Anträge wurden abgelehnt. Julius Barasch und seine Frau lebten in Dänemark in einem Emigrantenheim und bekamen Sozialhilfe. Barasch konnte nur wenige Zeitungsartikel verkaufen. Schon in den ersten Monaten nach der Flucht und bis zur letzten im Januar 1934 erschienenen Ausgabe veröffentlichte Barasch mehrere wirtschaftspolitische Artikel in Das Blaue Heft: Theaterkunst, Politik, Wirtschaft, in denen er sich immer wieder kritisch mit dem seinerzeitigen Reichsbankpräsidenten Hjalmar Schacht beschäftigt. Ab 1938 kämpfte das Paar um Arbeitserlaubnisse, erhielt aber keine. Mit einer gespendeten Schreibmaschine schrieb er für andere Emigranten Bewerbungen und verdiente sich so Geld dazu.
1937 war Barasch Hauptverantwortlicher einer Ausstellung über den Spanischen Bürgerkrieg und geriet unter anderem dadurch wieder besonders in den Fokus der Polizei. Am 29. August 1942 wurde Barasch schließlich auf Grund seiner politischen Aktivitäten verhaftet und am 7. September 1942 zusammen mit seiner Frau nach Deutschland abgeschoben. Sie kamen in Warnemünde an und wurden von dort nach Berlin verbracht. Irma Barasch kam in ein Sammellager, wurde nach Auschwitz deportiert und 1943 ermordet. Auch Julius Barasch wurde zu einem unbekannten Zeitpunkt nach Auschwitz deportiert und hier am 23. Oktober 1943 ermordet.